# Coppa Svizzera 1952-1953
La Coppa Svizzera 1952-1953 è stata la 28ª edizione della manifestazione calcistica. È iniziata nel settembre 1952 e si è conclusa il 14 aprile 1953.Questa edizione della coppa vide la terza vittoria finale dello Young Boys.

## Regolamento
Turni ad eliminazione diretta in gara unica. Le partite terminanti in paritá dopo i tempi supplementari, potranno rigiocarsi una sola altra volta, se persiste il pareggio, si ricorre ad un sorteggio per stabilire la squadra qualificata al prossimo turno. Una prima fase vede la qualificazione di squadre attraverso delle eliminatorie regionali. Al terzo turno entrano in lizza le squadre di Lega Nazionale A e B.

## Squadre partecipanti
| Basilea           |
| Bellinzona        |
| Berna             |
| Chiasso           |
| Friburgo          |
| Grasshoppers      |
| Grenchen          |
| La Chaux-de-Fonds |
| Locarno           |
| Losanna           |
| Lugano            |
| Servette          |
| Young Boys        |
| Zurigo            |

| Aarau              |
| Bienne             |
| Cantonal Neuchâtel |
| Étoile-Sporting    |
| Lucerna            |
| Malley             |
| San Gallo          |
| Sciaffusa          |
| Soletta            |
| Urania Ginevra     |
| Wil                |
| Winterthur         |
| Young Fellows      |
| Zugo               |

| Arbon             |
| Baden             |
| Blue Stars Zurigo |
| Brühl             |
| Ceresio           |
| Küsnacht          |
| Mendrisiostar     |
| Olten             |
| Pro Daro          |
| Red Star Zurigo   |
| Schöftland        |
| Wetzikon          |

| Burgdorf          |
| Concordia Basilea |
| Derendingen       |
| Helvetia Berna    |
| Kleinhüningen     |
| Lengnau           |
| Old Boys Basilea  |
| Moutier           |
| Nordstern         |
| Porrentruy        |
| St. Imier         |
| Thun              |

| Bienne-Boujean        |
| Central Friburgo      |
| Forward Morges        |
| International Ginevra |
| La Tour-de-Peilz      |
| Martigny              |
| Montreux-Sports       |
| Sierre                |
| Sion                  |
| US Lausanne           |
| Vevey                 |
| Yverdon               |

| Template:Calcio Amical Saint-Prex |
| Blue Stars Les Verrieres          |
| Brig                              |
| Bulle                             |
| Bussigny                          |
| Chene-Aubonne                     |
| Club Athletique Ginevra           |
| Le Locle-Sports                   |
| Meinier                           |
| Monthey                           |
| Perroy                            |
| Reconvilier                       |
| Rhexia Ginevra                    |
| Renens                            |
| Saint-Leonard                     |

| Stade Lausanne |
| Stade Payerne  |
| Tramelan       |
| Vallorbe       |
| Veyrier        |
| Vignoble       |
| Black Star     |
| Reinach        |
| Pratteln       |
| Affoltern      |
| Langenthal     |
| Trimbach       |
| Uster          |
| Emmenbrücke    |
| Bümpliz        |

| Gerlafingen              |
| Oberdorf                 |
| Röschenz                 |
| Turgi                    |
| Muhen                    |
| Gränichen                |
| Luterbach                |
| Neuhausen                |
| Bodio                    |
| Länggasse Berna          |
| Adliswil                 |
| Altdorf                  |
| Grünstern                |
| Nidau                    |
| Schönenwerd-Niedergösgen |

| Wädenswil          |
| Wiedikon           |
| Zofingen           |
| Courtételle        |
| Bassecourt         |
| Oerlikon           |
| Oerlikon/Polizei   |
| Kickers Lucerna    |
| Luzerner SC        |
| Unterstrass Zurigo |
| St. Margrethen     |
| Fortuna San Gallo  |
| Rohrschach         |
| Horgen             |
| Kreuzlingen        |

| Feuerthalen     |
| Gossau          |
| Chur            |
| Glarus          |
| Uzwil           |
| Klus/Balsthal   |
| Köniz           |
| Zuchwil 05      |
| Konolfingen     |
| Losone Sportiva |

### 1º Turno Eliminatorio
| Squadra 1                       | Risultato     | Squadra 2                |
| ------------------------------- | ------------- | ------------------------ |
| 7 settembre 1952                |               |                          |
| Bassecourt                      | 3 - 1         | Courtételle              |
| 14 settembre 1952               |               |                          |
| Adliswil                        | 2 - 1         | Wiedikon                 |
| Altdorf                         | 8 - 2         | Emmenbrücke              |
| Amicale Abattoirs Ginevra       | 3 - 1         | Meinier                  |
| Amical Saint-Prex               | 0 - 4         | Chene-Aubonne            |
| Brig                            | 0 - 2         | Saint-Leonard            |
| Breite Basilea                  | 1 - 5         | Black Star               |
| Bussigny                        | 1 - 3         | Stade Payerne            |
| Dornach                         | 2 - 0         | Riehen                   |
| Feuerthalen                     | 4 - 2         | Neuhausen                |
| Glarus                          | 3 - 4(d.t.s.) | Chur                     |
| Gossau                          | 3 - 1         | Fortuna San Gallo        |
| Grünstern                       | 3 - 5(d.t.s.) | Nidau                    |
| Klus/Balsthal                   | 3 - 5         | Bümpliz                  |
| Köniz                           | 5 - 1         | Zuchwil 05               |
| Konolfingen                     | 1 - 3         | Länggasse Berna          |
| Langenthal                      | 4 - 1         | Trimbach                 |
| Le Locle-Sports                 | 7 - 4         | Blue Stars Les Verrieres |
| Losone Sportiva                 | 0 - 12        | Bodio                    |
| Oerlikon                        | 2 - 1         | Wädenswil                |
| Oerlikon/Polizei                | 1 - 2(d.t.s.) | Horgen                   |
| Perroy                          | 1 - 10        | Club Athletique Ginevra  |
| Pratteln                        | 4 - 5         | Reinach                  |
| Reconvilier                     | 3 - 1(d.t.s.) | Tramelan                 |
| Renens                          | 9 - 0         | Vallorbe                 |
| Seebach                         | 4 - 2(d.t.s.) | Unterstrass Zurigo       |
| Uster                           | 2 - 0         | Affoltern                |
| Uzwil                           | 3 - 1         | Kreuzlingen              |
| Veyrier                         | 1 - 6         | Rhexia Ginevra           |
| Vignoble                        | 1 - 2(d.t.s.) | Monthey                  |
| Zofingen                        | 4 - 0         | Schönenwerd-Niedergösgen |
| Gerlafingen                     | 1 - 1(d.t.s.) | Luterbach                |
| Muhen                           | 2 - 2(d.t.s.) | Turgi                    |
| St. Margrethen                  | 2 - 2(d.t.s.) | Rorschach                |
| Stade Lausanne                  | 3 - 3(d.t.s.) | Bulle                    |
| 28 settembre 1952 (Ripetizione) |               |                          |
| Luterbach                       | 0 - 1         | Gerlafingen              |
| Bulle                           | 4 - 0         | Stade Lausanne           |
| Rorschach                       | 2 - 1         | St. Margrethen           |
| Turgi                           | 2 - 1         | Muhen                    |
| 28 settembre 1952 (Posticipo)   |               |                          |
| Oberdorf                        | 4 - 3(d.t.s.) | Röschenz                 |

### 2º Turno Eliminatorio
| Squadra 1                     | Risultato      | Squadra 2                 |
| ----------------------------- | -------------- | ------------------------- |
| 5 ottobre 1952                |                |                           |
| Black Star                    | 2 - 6          | Nordstern                 |
| Gerlafingen                   | 1 - 3          | Helvetia Berna            |
| Horgen                        | 2 - 3          | Baden                     |
| Kleinhüningen                 | 3 - 2          | Dornach                   |
| Länggasse Berna               | 2 - 6          | Lengnau                   |
| Oberdorf                      | 1 - 6          | Concordia Basilea         |
| Old Boys Basilea              | 8 - 2          | Reinach                   |
| Schöftland                    | 3 - 8          | Oerlikon                  |
| Thun                          | 8 - 1          | Nidau                     |
| Turgi                         | 2 - 1          | Derendingen               |
| Olten                         | 2 - 2 (d.t.s.) | Adliswil                  |
| Brühl                         | 1 - 0          | Rorschach                 |
| Ceresio                       | 2 - 3          | Feuerthalen               |
| Chur                          | 1 - 3          | Wetzikon                  |
| Gossau                        | 0 - 1          | Arbon                     |
| Red Star Zurigo               | 6 - 0          | Uzwil                     |
| Seebach                       | 0 - 7          | Blue Stars Zurigo         |
| Zofingen                      | 0 - 1          | Burgdorf                  |
| Uster                         | 3 - 1          | Küsnacht                  |
| Altdorf                       | 3 - 1          | Pro Daro                  |
| Bassecourt                    | 1 - 5          | St. Imier                 |
| Bienne-Boujean                | 6 - 3          | Langenthal                |
| Bulle                         | 2 - 0          | Central Friburgo          |
| Bümpliz                       | 2 - 3          | Yverdon                   |
| International Ginevra         | 8 - 1          | Chene-Aubonne             |
| Forward Morges                | 3 - 0          | Rhexia Ginevra            |
| Martigny                      | 2 - 0          | Amicale Abattoirs Ginevra |
| Mendrisio                     | 3 - 1          | Bodio                     |
| Monthey                       | 3 - 1          | Sion                      |
| Montreux-Sports               | 1 - 2          | Club Athletique Ginevra   |
| Moutier                       | 2 - 3          | Le Locle-Sports           |
| Porrentruy                    | 3 - 2          | Reconvilier               |
| Renens                        | 2 - 3(d.t.s.)  | La Tour-de-Peilz          |
| Sierre                        | 3 - 0          | Saint-Leonard             |
| Stade Payerne                 | 0 - 1          | Union Sportive Lausanne   |
| Vevey                         | 4 - 1(d.t.s.)  | Köniz                     |
| 12 ottobre 1952 (Ripetizione) |                |                           |
| Olten                         | 1 - 0          | Adliswil                  |

### Trentaduesimi di finale
| Squadra 1                     | Risultato      | Squadra 2               |
| ----------------------------- | -------------- | ----------------------- |
| 26 ottobre 1952               |                |                         |
| Aarau                         | 2 - 5          | Concordia Basilea       |
| Bellinzona                    | 7 - 1          | Blue Stars Zurigo       |
| Bienne-Boujean                | 0 - 3          | Berna                   |
| Bulle                         | 1 - 2          | Union Sportive Lausanne |
| Burgdorf                      | 1 - 5          | La Chaux-de-Fonds       |
| Club Athletique Ginevra       | 2 - 4          | Forward Morges          |
| Friburgo                      | 6 - 1          | International Ginevra   |
| La Tour-de-Peilz              | 2 - 6          | Urania Ginevra          |
| Locarno                       | 9 - 3          | Altdorf                 |
| Losanna                       | 10 - 1         | Vevey                   |
| Lucerna                       | 3 - 1          | Nordstern               |
| Malley                        | 7 - 1          | Monthey                 |
| Martigny                      | 1 - 2          | Servette                |
| Porrentruy                    | 0 - 5          | Bienne                  |
| St. Imier                     | 0 - 3          | Grenchen                |
| San Gallo                     | 6 - 0          | Feuerthalen             |
| Sciaffusa                     | 3 - 2(d.t.s.)  | Brühl                   |
| Sierre                        | 2 - 4          | Cantonal Neuchâtel      |
| Soletta                       | 3 - 1          | Le Locle-Sports         |
| Thun                          | (Sorteggio)    | Giá qualificato         |
| Turgi                         | 2 - 1          | Old Boys Basilea        |
| Wil                           | 3 - 2          | Arbon                   |
| Winterthur                    | 5 - 1          | Wetzikon                |
| Young Boys                    | 6 - 2          | Olten                   |
| Yverdon                       | 0 - 3          | Lengnau                 |
| Zugo                          | 5 - 1          | Mendrisio               |
| Zurigo                        | 7 - 2          | Baden                   |
| Lugano                        | 3 - 3 (d.t.s.) | Red Star Zurigo         |
| 9 novembre 1952 (Ripetizione) |                |                         |
| Lugano                        | 1 - 0(d.t.s.)  | Red Star Zurigo         |
| 9 novembre 1952 (Posticipo)   |                |                         |
| Young Fellows                 | 3 - 0          | Uster                   |
| 16 novembre 1952 (Posticipi)  |                |                         |
| Basilea                       | 10 - 0         | Helvetia Berna          |
| Chiasso                       | 7 - 1          | Oerlikon                |
| 23 novembre 1952 (Posticipo)  |                |                         |
| Kleinhüningen                 | 1 - 13         | Grasshoppers            |

### Sedicesimi di finale
| Squadra 1                     | Risultato      | Squadra 2               |
| ----------------------------- | -------------- | ----------------------- |
| 23 novembre 1952              |                |                         |
| Basilea                       | 5 - 0          | Thun                    |
| Cantonal Neuchâtel            | 4 - 2          | Forward Morges          |
| Chiasso                       | 0 - 1          | Bellinzona              |
| Grenchen                      | 12 - 0         | Turgi                   |
| Losanna                       | 2 - 0          | La Chaux-de-Fonds       |
| Lugano                        | 1 - 2          | San Gallo               |
| Malley                        | 2 - 3          | Bienne                  |
| Sciaffusa                     | 4 - 3          | Locarno                 |
| Servette                      | 9 - 0          | Union Sportive Lausanne |
| Wil                           | 0 - 2          | Lucerna                 |
| Young Boys                    | 5 - 0          | Concordia Basilea       |
| Zugo                          | 1 - 2          | Zurigo                  |
| Friburgo                      | 1 - 1 (d.t.s.) | Urania Ginevra          |
| Soletta                       | 0 - 0 (d.t.s.) | Berna                   |
| Young Fellows                 | 3 - 3 (d.t.s.) | Winterthur              |
| 7 dicembre 1952 (Ripetizioni) |                |                         |
| Berna                         | 3 - 1          | Soletta                 |
| Urania Ginevra                | 1 - 2(d.t.s.)  | Friburgo                |
| Winterthur                    | 2 - 1          | Young Fellows           |
| 4 gennaio 1953 (Posticipo)    |                |                         |
| Grasshoppers                  | 2 - 1          | Lengnau                 |

### Ottavi di finale
| Squadra 1       | Risultato | Squadra 2          |
| --------------- | --------- | ------------------ |
| 4 gennaio 1953  |           |                    |
| Basilea         | 4 - 1     | Grenchen           |
| Friburgo        | 0 - 1     | Zurigo             |
| Losanna         | 5 - 1     | Winterthur         |
| San Gallo       | 2 - 1     | Cantonal Neuchâtel |
| Sciaffusa       | 4 - 0     | Lucerna            |
| Young Boys      | 4 - 0     | Bellinzona         |
| 11 gennaio 1953 |           |                    |
| Berna           | 1 - 3     | Servette           |
| Bienne          | 1 - 6     | Grasshoppers       |

### Quarti di finale
| Squadra 1                      | Risultato      | Squadra 2    |
| ------------------------------ | -------------- | ------------ |
| 15 febbraio 1953               |                |              |
| Losanna                        | 1 - 1 (d.t.s.) | Basilea      |
| San Gallo                      | 0 - 5          | Grasshoppers |
| Servette                       | 4 - 3 (d.t.s.) | Basilea      |
| Young Boys                     | 1 - 1 (d.t.s.) | Sciaffusa    |
| 22 febbraio 1953 (Ripetizione) |                |              |
| Zurigo                         | 1 - 0          | Losanna      |
| 1 marzo 1953 (Ripetizione)     |                |              |
| Sciaffusa                      | 0 - 2          | Young Boys   |

### Semifinali
| Squadra 1                   | Risultato      | Squadra 2    |
| --------------------------- | -------------- | ------------ |
| 8 marzo 1953                |                |              |
| Servette                    | 0 - 1          | Grasshoppers |
| Zurigo                      | 0 - 0 (d.t.s.) | Young Boys   |
| 30 marzo 1953 (Ripetizione) |                |              |
| Young Boys                  | 3 - 0          | Zurigo       |

### Finale
| Arbitro: | Baumberger (Losanna) |

|           |           |                |
| Meier 15’ | Marcatori | 29’ Hüssy (II) |

### Finale ripetuta
| Arbitro: | Tasca (Ginevra) |

|                                |           |           |
| Grütter 5’ Bähler 57’ Sing 81’ | Marcatori | 42’ Hagen |